# Thomas Klein (Politiker)

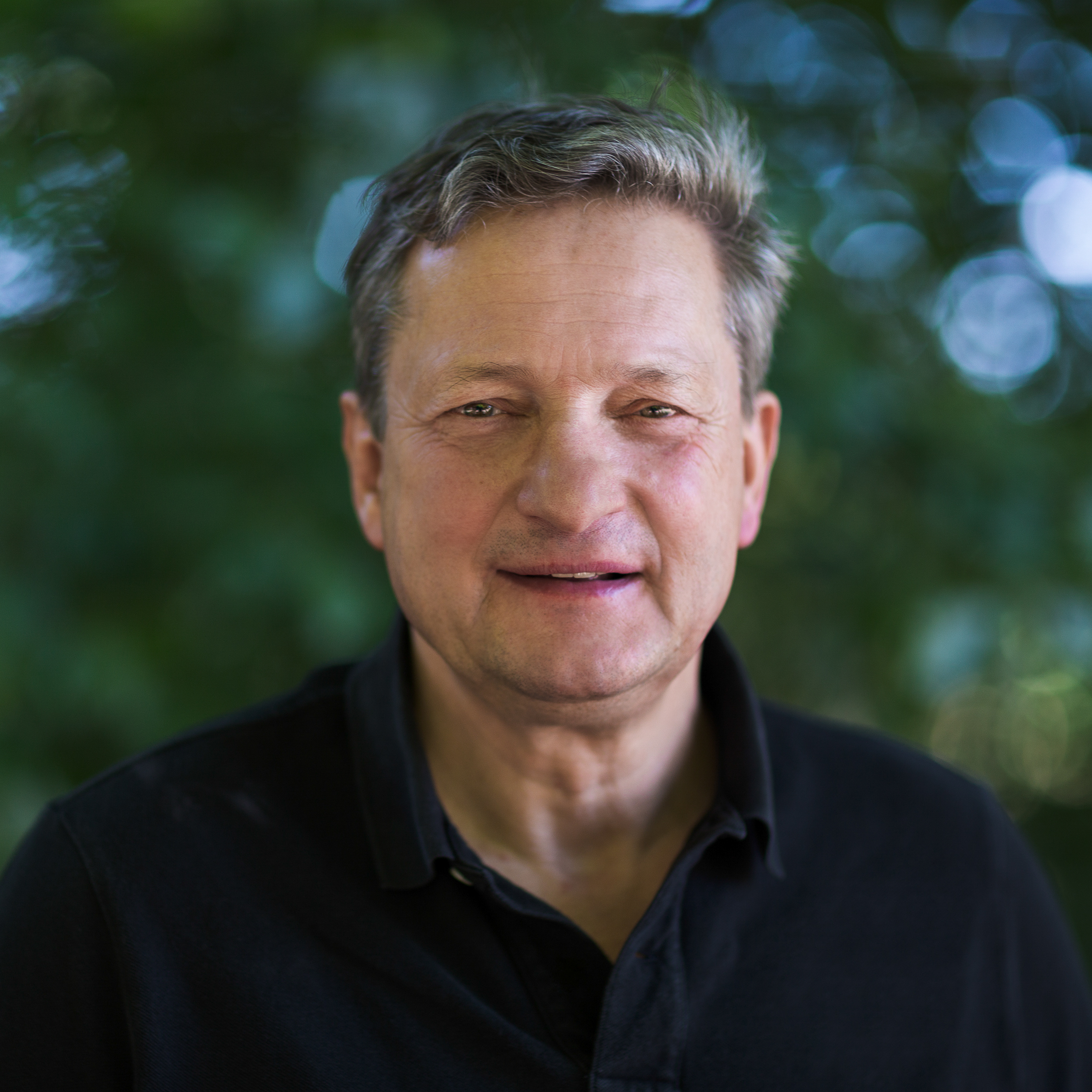
Porträt Thomas Klein / Privat

Thomas Klein (* 5. Juli 1959 in Heidelberg) ist ein deutscher Politiker (CDU) und Unternehmer im Bereich Biotechnologie und IT. Von 1994 bis 1999 war er Mitglied des Landtages von Brandenburg.

## Herkunft, Studium und berufliche Tätigkeit
Thomas Klein wurde am 5. Juli 1959 in Heidelberg als Sohn eines Chirurgen und dessen Ehefrau geboren und besuchte von 1973 bis 1980 das Jesuiten-Kolleg in St. Blasien, wo er das Abitur ablegte. Von 1980 bis 1982 diente er als Soldat auf Zeit und in den späteren 1980er Jahren als Reserveoffizier in der Panzergrenadierbrigade 30 in Ellwangen an der Jagst.
Von 1982 bis 1987 studierte Thomas Klein an der Ludwig-Maximilians-Universität in München und schloss sein Studium mit einem Magister Artium (M.A.) in Geschichte und Politikwissenschaften ab. Dort studierte er unter anderem bei dem polnischen Historiker Władysław Bartoszewski, der auch Prüfer für sein Magister Artium war. Seine Magisterarbeit schrieb er über die Geschichte des Jesuiten-Kolleg in St. Blasien in den Jahren von der Gründung 1933 bis zur zwangsweisen Schließung 1942.
Seine berufliche Karriere begann er von 1987 bis 1990 bei der Schuh-Union AG (heute Rieker-Konzern) in Zweibrücken als Assistenz des Vorstandes. Von 1988 bis 1990 war er Geschäftsführer der Vertriebsgesellschaft der Dorndorf Schuhfabriken.
Von 1997 bis 2006 war er Co-Gründer und Vorsitzender des Vorstandes eines biopharmazeutischen Unternehmens in Berlin, welches er 2006 verließ, als sich der Pharmakonzern Pfizer beteiligte.
Seit 2004 war Thomas Klein Co-Gründer und Vorsitzender des Aufsichtsrates einer Softwarefirma in Berlin, welches die erste Ausgründung des 1998 gegründeten Hasso-Plattner-Instituts war. Nach dem Verkauf des Unternehmens 2010 schied er aus dem Aufsichtsrat aus.
Von 2006 bis 2020 war er Berater für die Unternehmensentwicklung sowie rechtlicher Vertreter für alle klinischen Studien in der Europäischen Union der NASDAQ gelisteten Pluristem Inc. aus Haifa, Israel, einem führenden Hersteller für pharmazeutische Stammzellprodukte.
2008 gründete er eine digitale Diagnostik-Plattform für Organ- und Stammzellspende in Berlin, dessen Vorstand er seitdem ist. 2015 gründete Thomas Klein in Boston (USA) ein Patienten-Portal für Teilnehmer an klinischen Studien, dessen Verwaltungsratsvorsitzender (Chairman & CEO) er seitdem ist.

## Politik
Mit dem Umzug im Jahr 1990 nach Berlin bekleidete Thomas Klein von 1991 bis 1997 das Amt des Generalsekretärs der CDU Brandenburg und wirkte von 1993 bis 1994 im Kampagnen-Team von Helmut Kohl für die Bundestagswahlen 1994 mit. Zeitgleich war Thomas Klein vom 11. Oktober 1994 bis 29. September 1999 Mitglied des Landtages von Brandenburg und war in dieser Position stellvertretender Fraktionsvorsitzender sowie Mitglied des Wirtschafts- und Technologie-Ausschusses.
Von 2003 bis 2005 war Thomas Klein stellvertretender Vorsitzender der CDU Berlin.
Thomas Klein ist derzeit weiterhin politisch in Berlin und Brandenburg aktiv und unterstützt die CDU im Bereich Kampagnen-Strategien sowie bei der digitalen Präsenz von Basis-Organisationen.
Thomas Klein ist verheiratet, Vater zweier erwachsener Kinder und lebt mit seiner Familie in Potsdam.